# Hekabe (Euripides)

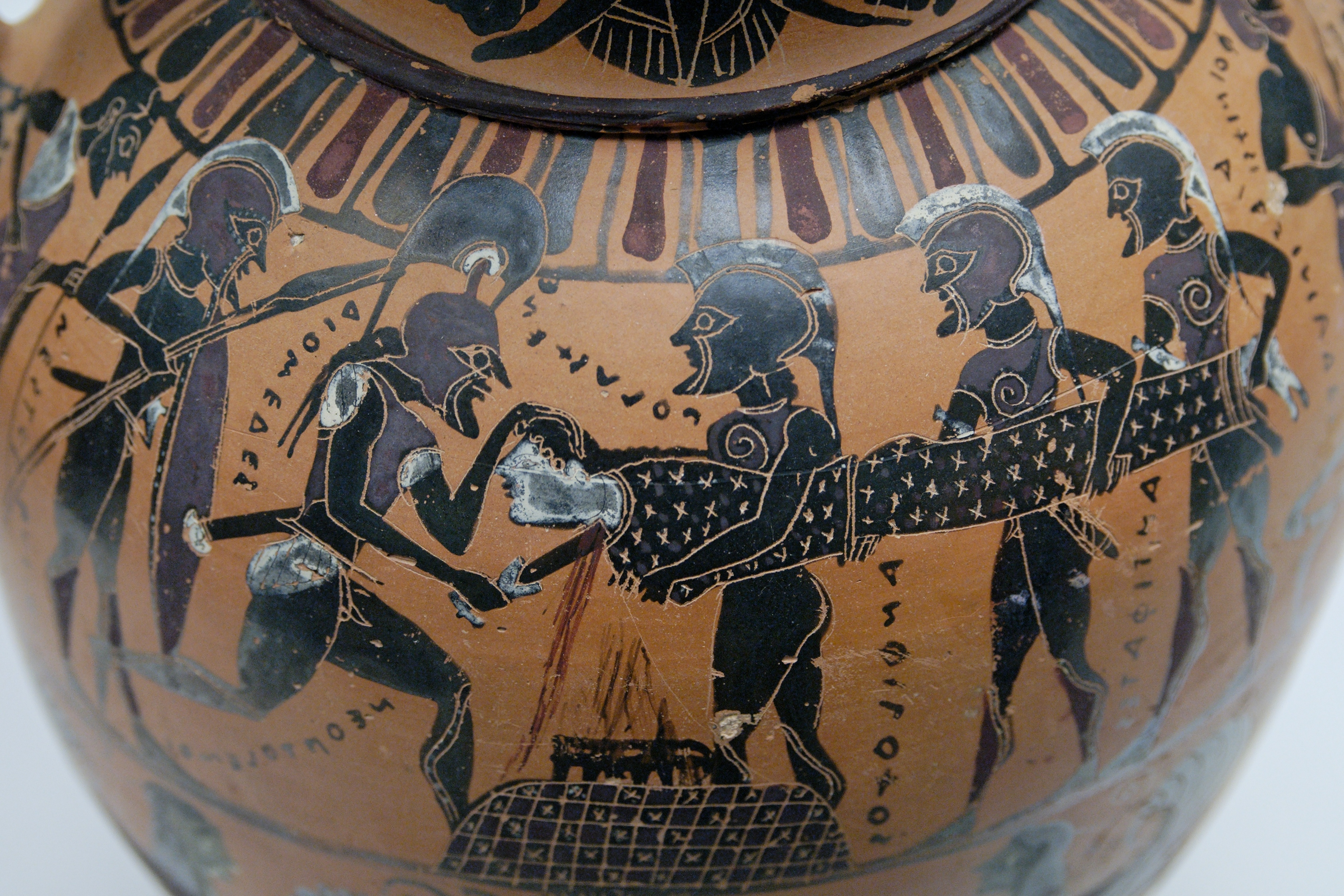
Zwartfigurige amfoor (ca. 570-550 v.Chr.) met Neoptolemos die Polyxena offert. Euripides bouwde zijn stuk rond bekende stof en gaf er een eigen draai aan.

Hekabe (Oudgrieks Ἑκάβη, Latijn Hecuba) is een treurspel van Euripides. Het 1295 verzen tellende stuk werd voor het eerst opgevoerd voor de Dionysia van 424 v.Chr., maar het is niet bekend welke plaats het behaalde, noch wie de mededingers waren. De tragedie gaat over het verlies van de Trojaanse koningin Hekabe en haar schokkende wraak.

## Context
Euripides schreef verschillende stukken met vrouwelijke hoofdrollen. In drie ervan gaat het over de nasleep van de Trojaanse Oorlog: Andromache, Hekabe en Trojaanse vrouwen. Hij schreef Hekabe in een periode waarin Athene gedestabiliseerd werd door de Peloponnesische Oorlog.

## Rollen
- Koor: gevangen Trojaanse vrouwen
- Geest van Polydoros
- Hekabe
- Polyxena
- Odysseus
- Talthybios
- Oude dienstmeid
- Agamemnon
- Polymestor en zijn kinderen

## Setting
Het stuk speelt zich af na de val van Troje in het kamp van de terugkerende Grieken op het Thracische schiereiland Chersonesos, meer bepaald bij de tent van Agamemnon.

## Synopsis
De rouwende Hekabe, hoofdvrouw van de dode koning Priamos, is door de Grieken afgevoerd in slavernij. In een droom spreekt haar zoon Polydoros tot haar. Ze dacht hem tijdig in veiligheid te hebben gebracht bij de bevriende vorst Polymestor, maar verneemt nu dat die hem om zijn goud in zee heeft gegooid, waar zijn geschonden lijk onbegraven ronddrijft. Nog onthutst door haar droom verneemt Hekabe dat haar dochter Polyxena moet sterven als zoenoffer voor de schim van Achilles. Ondanks Hekabes smeekbeden komt Odysseus de dochter ophalen opdat Neoptolemos haar op een altaar de keel zou afsnijden. De heraut Talthybios komt Hekabe berichten als dat gebeurd is en geeft haar vanwege Agamemnon bevel om Polyxena te begraven. Hekabe zendt iemand om zeewater om het lijk te wassen en krijgt prompt nieuw onheil over zich heen: er is een lijk aangespoeld dat ze herkent als haar zoon Polydoros. De droom was werkelijkheid. Ze zweert wraak.
Door haar dochter Kassandra, een bijvrouw van Agamemnon, kan ze de Griekse koning ertoe overhalen om Polymestor te ontbieden. Die komt over met zijn twee jonge zonen en luistert begerig als Hekabe hem gespeeld naïef de schuilplaats van Priamos' schat wil verklappen, zodat hij die zou kunnen doorvertellen aan Polydoros (ze veinst dat ze geen weet heeft van zijn dood). Polymestor gaat met haar mee in Agamemnons tent om het geheim te vernemen. Van in de tent hoort het publiek hem brullen dat ze hem blind maken. Hekabe en de gevangen vrouwen komen buiten met bloedbesmeurde handen. Ze hebben Polymestor overmeesterd, zijn kinderen afgeslacht met verborgen zwaarden en zijn ogen doorstoken met hun sierspelden. Kruipend en bloedend komt hij de tent uit.
Polymestor vraagt de toegesnelde Agamemnon hem Hekabe aan te wijzen zodat hij haar kan verscheuren. De blinde en vernederde Thraciër beschuldigt haar van misdaad en verdedigt zijn eigen moord op Polydoros, die volgens hem toch maar een gelegenheid zat af te wachten om zich op de Grieken te wreken. Hekabe weerlegt dit door er op te wijzen dat de Grieken geen hulp nodig hebben van een Thracische barbaar. Het oordeel van Agamemnon is gunstig voor haar. Hij verklaart dat Polymestor een moord heeft gepleegd en laat hem aanhouden. Terwijl hij wordt weggeleid doet de blinde enkele sinistere voorspellingen. Hekabe zal in een hond veranderen, van een scheepsmast vallen en in zee verdrinken. Haar dochter Kassandra zal sterven door de hand van Agamemnons vrouw Klytaimnestra. Ook de aanvoerder zelf zal ze in zijn bad treffen met een bijl. Agamemnon legt Polymestor het zwijgen op en geeft opdracht hem op een verlaten eiland te dumpen. Dan spreekt hij de hoop uit dat ze veilig zullen thuiskomen en het leed achter zich laten.

## Nederlandse vertalingen
- 1841 – Hekuba – Willem Hecker
- 1965 – Hecabe – Emiel De Waele
- 1996 – Hekabe – Gerard Koolschijn
- 1997 – Hecabe – Willy Courteaux en Bart Claes